# Lou Boudreau
Louis „Lou“ Boudreau (* 17. Juli 1917 in Harvey, Illinois; † 10. August 2001 in Frankfort, Illinois) war ein US-amerikanischer Baseballspieler und -manager in der Major League Baseball (MLB).

## Biografie
Lou Boudreau war der Kapitän der Baseball- und Basketballmannschaft der University of Illinois, als er eine Vereinbarung mit den Cleveland Indians unterschrieb, dass er nach Abschluss seines Studiums für die Indians spielen würde. Aufgrund seiner Unterschrift erklärten die Offiziellen der Big 10 Conference den Amateurstatus von Boudreau für nichtig und er konnte nicht mehr für seine Collegeteams antreten. Am 9. September 1938 gab Boudreau sein Debüt in der American League als Einwechselschlagmann. Außerdem spielte er noch professionellen Basketball für Hammond, Indiana in der National Basketball League.
Die Saison 1939 begann er bei den Buffalo Bisons in der International League. In der zweiten Hälfte der Saison wurde er dann ins Major-League-Team berufen und spielte dort auf der Position des Shortstops. 1940 wurde Boudreau in das All-Star-Team der American League berufen. 1942 übernahm er auch den Posten des Managers bei den Indians. Mit 24 Jahren ist er noch bis heute der jüngste Manager, der zu Beginn einer Saison auf der Bank eines Major-League-Teams war. Eine seiner besten Entscheidungen war das Umfunktionieren von Bob Lemon vom Infielder zum Pitcher. 944 hatte er mit 32,7 % den besten Schlagdurchschnitt der American League und führte 1941, 1944 und 1947 seine Liga in Doubles an.
Seine größte Saison sowohl als Spieler als auch als Manager hatte Boudreau 1948. Er erreichte einen Schlagdurchschnitt von 35,5 %, schlug 18 Home Runs und 106 RBI und erzielte 116 Runs. Die Indians gewannen 97 Spiele und den Titel in der American League. Boudreau wurde zum MVP der AL und mit der Sportler des Jahres-Auszeichnung von Associated Press geehrt. In der World Series besiegten die Indians die Boston Braves in sechs Spielen. Dies ist bis heute der letzte Sieg der Indians in einer World Series.
1951 wechselte Boudreau zu den Boston Red Sox, bei denen er am 24. August 1952 sein letztes Spiel bestritt. Seit 1952 war Boudreau auch Manager der Red Sox. Diesen Posten hatte er bis 1954 inne. Weitere Stationen seiner Managerkarriere waren die Kansas City Athletics und die Chicago Cubs.
Nach seiner Karriere arbeitete er als Rundfunk- und Fernsehkommentator für die Cubs. 1970 wurde er in die Baseball Hall of Fame gewählt. 2001 verstarb Boudreau im Alter von 84 Jahren.